# 熊本県幼稚園一覧
熊本県幼稚園一覧（くまもとけんようちえんいちらん）は、熊本県の幼稚園の一覧。廃止された幼稚園については熊本県幼稚園の廃園一覧を参照。

## 国立幼稚園
- 熊本大学教育学部附属幼稚園

## 公立幼稚園

### 熊本市

#### 中央区
- 熊本市立一新幼稚園
- 熊本市立碩台幼稚園
- 熊本市立熊本五福幼稚園（市立としては2018年に廃園）
- 熊本市立向山幼稚園

#### 南区
- 熊本市立川尻幼稚園
- 熊本市立隈庄幼稚園

#### 北区
- 熊本市立楠幼稚園

### 八代市
- 八代市立代陽幼稚園
- 八代市立太田郷幼稚園
- 八代市立千丁幼稚園
- 八代市立松高幼稚園
- 八代市立麦島幼稚園
- 八代市立植柳幼稚園

### 山鹿市
- 山鹿市立山鹿幼稚園

### 菊池市
- 菊池市立旭志幼稚園
- 菊池市立泗水幼稚園

### 宇土市
- 宇土市立宇土幼稚園
- 宇土市立花園幼稚園

### 天草市
- 天草市立牛深幼稚園
- 天草市立本渡北幼稚園
- 天草市立本渡南幼稚園

### 菊池郡
- 大津町立大津幼稚園
- 大津町立陣内幼稚園

### 上益城郡
- 嘉島町立嘉島幼稚園
- 益城町立益城幼稚園
- 益城町立第二幼稚園

## 私立幼稚園

### 熊本市

#### 中央区
- 熊本学園大学付属敬愛幼稚園
- 出水幼稚園
- 画図幼稚園
- 白山幼稚園
- ルーテル学院幼稚園
- 九州学院みどり幼稚園
- 熊本信愛女学院幼稚園
- 九州音楽幼稚園
- マリア幼稚園
- 坪井幼稚園
- YMCA熊本五福幼稚園
- YMCA水前寺幼稚園
- 神水幼稚園
- 王栄幼稚園
- 東海大学付属かもめ幼稚園
- 帯山幼稚園
- ときわ幼稚園
- 第一幼稚園

#### 東区

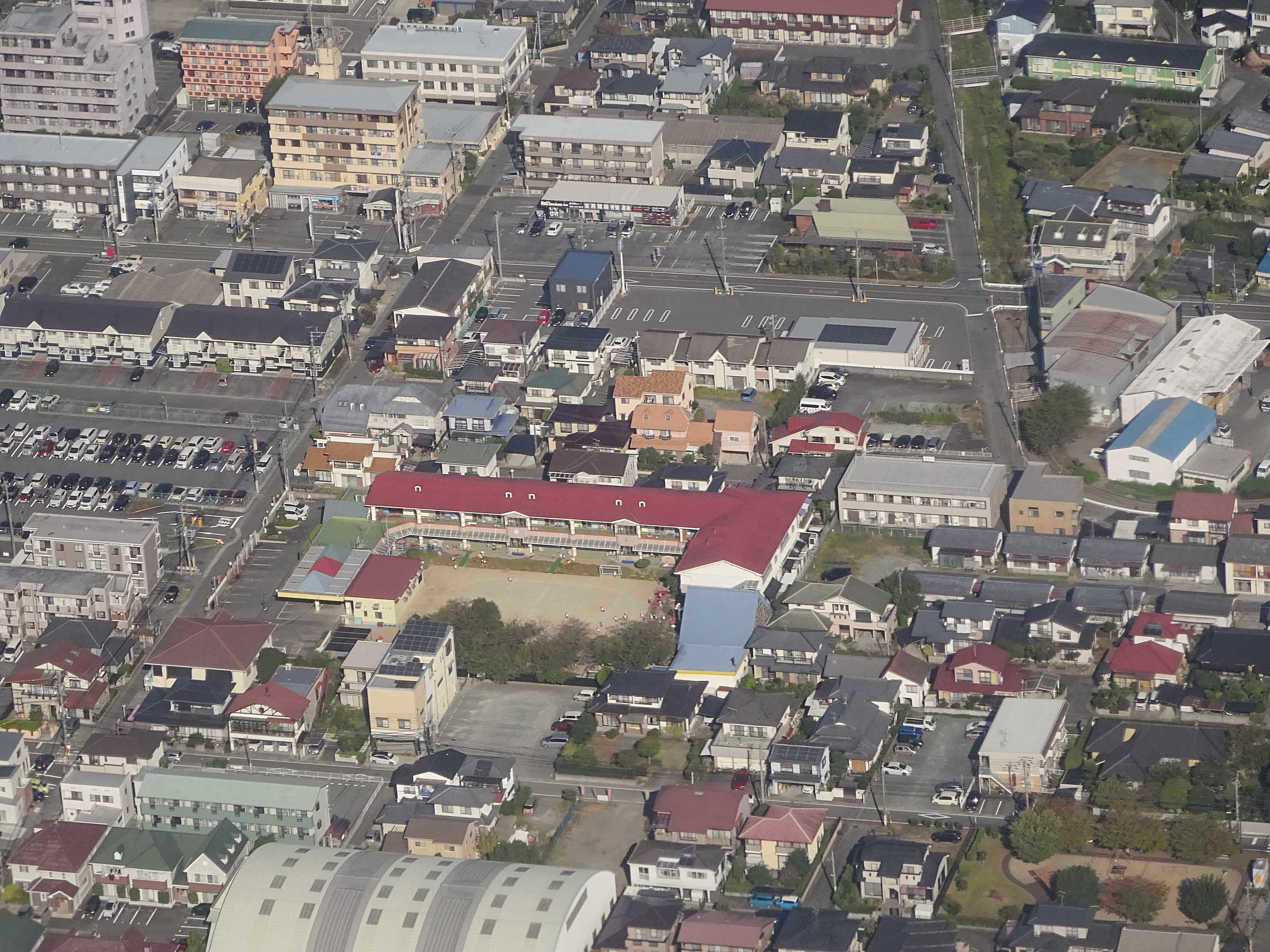
井島学園さくら幼稚園（熊本市東区）を空撮

- 九州音楽京塚幼稚園
- さくら幼稚園
- 第2さくら体育幼稚園
- 湖東幼稚園
- 湖東第二幼稚園
- 東部幼稚園
- 西原幼稚園
- くるみ幼稚園
- めぐみ幼稚園
- 聖母幼稚園

#### 西区
- 熊本聖母愛児幼稚園
- 暁幼稚園
- ちぐさ幼稚園
- 西部音楽幼稚園
- 花陵幼稚園
- 城山幼稚園
- 亀の子幼稚園

#### 南区
- わかくさ幼稚園
- 力合幼稚園
- 恵水幼稚園
- ゆたか幼稚園
- ルンビニー幼稚園
- 熊本音楽幼稚園

#### 北区
- 尚絅大学短期大学部附属幼稚園
- 武蔵ケ丘幼稚園
- 第二幼稚園
- 城北幼稚園
- 立田幼稚園
- 高平幼稚園
- 大窪幼稚園
- 北部幼稚園
- 植木中央幼稚園

### 八代市
- 八代白百合学園幼稚園
- 八千把幼稚園
- 聖愛幼稚園
- 松寿幼稚園
- アソ力幼稚園

### 人吉市
- 人吉中央幼稚園
- 人吉幼稚園
- 青井幼稚園
- ひかり幼稚園

### 荒尾市
- 荒尾四ツ山幼稚園
- 第二四ツ山幼稚園
- 荒尾めぐみ幼稚園
- 小鳩幼稚園
- あけぼの幼稚園
- 府本幼稚園
- 八幡幼稚園
- 青葉幼稚園
- 荒尾第一幼稚園
- みやじま幼稚園

### 水俣市
- 水俣幼稚園
- 明光幼稚園
- 水俣ふたば幼稚園
- 早蕨幼稚園

### 玉名市
- 玉名ルーテル幼稚園
- たまきな幼稚園
- おおとり幼稚園
- 岱明幼稚園
- 横島幼稚園
- おおくらの森幼稚園

### 山鹿市
- 霊泉幼稚園

### 菊池市
- 菊池聖母幼稚園
- 菊池幼稚園
- 双羽幼稚園

### 宇城市
- 白梅幼稚園
- まこと幼稚園
- 肥後菊幼稚園
- 松橋幼稚園

### 阿蘇市
- あそひかり幼稚園
- 阿蘇中央幼稚園

### 天草市
- 本渡カトリック聖心幼稚園
- 愛隣幼稚園
- 苓陽幼稚園

### 合志市
- 杉並台幼稚園
- リズム幼稚園
- 六華幼稚園

### 下益城郡
- 砥用音楽幼稚園

### 玉名郡
- 菊水ひまわり幼稚園
- 第二ひまわり幼稚園
- 長州幼稚園
- ひまわり幼稚園

### 菊池郡
- 大津音楽幼稚園
- 白川幼稚園
- 美鈴幼稚園

### 阿蘇郡
- 小国幼稚園
- 高森幼稚園

### 上益城郡
- 滝尾幼稚園
- あじさい幼稚園
- くるみ幼稚園

### 八代郡
- 竜北東光幼稚園
- ひかわ・竜北さくら幼稚園

### 球磨郡
- にしき幼稚園
- あおぞら幼稚園
- 中球磨幼稚園